# Laterit
Laterit (fra det latinske ord later, hvilket betyder mursten eller flise) er en overflade, der dannes i varme og våde tropiske områder, og som er rig på jern og aluminum og udvikles efter intensiv og langvarig forvitring af den underliggende moderbjergart. Næsten alle former for sten kan nedbrydes ved påvirkning af meget nedbør og høje temperaturer. Det nedsivende regnvand forårsager opløsningen af let opløselige elementer som natrium, kalium, calcium, magnesium og silicium. Dette giver anledning til at restkoncentration af mere uopløselige elementer overvejende jern og aluminum forøges. Laterit består hovedsagelig af mineraler kaolinit, goethit, hæmatit og gibbsite som dannes i løbet af nedbrydningen. Desuden indeholder meget laterit kvarts som er et relativ stabilt minerallevn fra moderstenen. Jernoxiderne goethit og hæmatit forårsager laterits rødbrune farve. 
- Wikimedia Commons har flere filer relateret til Laterit

| Geologi | Spire Denne artikel om geologi er en spire som bør udbygges. Du er velkommen til at hjælpe Wikipedia ved at udvide den. |